# جياكومو أغوستيني
جياكومو أغوستيني (بالإيطالية: Giacomo Agostini)‏ مواليد 16 يونيو 1942 في بريشا، لومبارديا، هو متسابق دراجات نارية إيطالي فاز ببطولة سباق الجائزة الكبرى للدراجات النارية و فاز بكأس جزيرة مان السياحية. نافس في سباقات بطولة العالم لفئة 500 سي سي ولفئة 350 سي سي ولفئة 50 سي سي.

## البطولات
- سباق الجائزة الكبرى للدراجات النارية 1968
- سباق الجائزة الكبرى للدراجات النارية 1969
- سباق الجائزة الكبرى للدراجات النارية 1970
- سباق الجائزة الكبرى للدراجات النارية 1971
- سباق الجائزة الكبرى للدراجات النارية 1972
- سباق الجائزة الكبرى للدراجات النارية 1973
- سباق الجائزة الكبرى للدراجات النارية 1974
- سباق الجائزة الكبرى للدراجات النارية 1966
- سباق الجائزة الكبرى للدراجات النارية 1967
- سباق الجائزة الكبرى للدراجات النارية 1975
- كأس جزيرة مان السياحية 1966
- كأس جزيرة مان السياحية 1972

## روابط خارجية
- جياكومو أغوستيني على موقع MotoGP.com (الإنجليزية)
- جياكومو أغوستيني على موقع CONI honoured athlete website (الإيطالية)